# Arizona Bowl 2020
Match précédent Match suivant
L'Arizona Bowl 2020 est un match de football américain de niveau universitaire joué après la saison régulière de 2020, le 31 décembre 2020 au Arizona Stadium de Tucson dans l'État du Arizona aux États-Unis.
Il s'agit de la 3e édition de l'Arizona Bowl qui met en présence l'équipe des Cardinals de Ball State de la Mid-American Conference à l'équipe des Spartans de San José State de la Mountain West Conference.
Il a débuté à 14 heures locales et a été retransmis à la télévision par ESPN. Le 30 octobre 2020, il est annoncé que le match aurait lieu sans spectateur à la suite de la pandémie de Covid-19.
Sponsorisé par l'agence immobilière Offerpad, le match est officiellement dénommé le 2020 Offerpad Arizona Bowl.
Ball State gagne le match sur le score de 34 à 13.

## Présentation du match
Il s'agit de la première rencontre entre les deux équipes.
Le match met en présence des équipes issues de la Mid-American Conference (MAC) et de la Mountain West Conference (MWC) à la suite d'un contrat de 5 ans liant ces conférences avec l'Arizona Bowl,.
| Équipes | Conférences | Entraîneurs        | Stats. saison rég. | Classements avant le bowl | Classements avant le bowl | Classements avant le bowl |
| --- | ----------- | ------------------ | ------------------ | ------------------------- | ------------------------- | ------------------------- |
| Équipes | Conférences | Entraîneurs        | Stats. saison rég. | CFP                       | AP                        | Coaches                   |
| Cardinals de Ball State                                                                                      | MAC         | Mike Neu (en)      | 6-1                | NC                        | NC                        | NC                        |
| Spartans de San Jose State                                                                                   | MWC         | Brent Brennan (en) | 7-0                | no 22                     | no 19                     | no 20                     |
| - Arbitre : Joe Lehring (C-USA) ; - Équipe donnée favorite par les bookmakers : San Jose State par 9 points. |             |                    |                    |                           |                           |                           |

### Cardinals de Ball State
Avec un bilan global en saison régulière de 6 victoires et 1 défaites (5-1 en matchs de conférence), Ball State est éligible et accepte l'invitation pour participer à l'Arizona Bowl de 2020.
Ils terminent 1er de la Division Ouest de la Mid-American Conference et remportent la finale de conférence 38-58 jouée contre Buffalo.
Ils n'apparaissent pas dans les classements CFP, AP et Coaches avant et après le bowl.
C'est leur première apparition à l'Arizona Bowl.

### Spartans de San Jose State
Avec un bilan global en saison régulière de 7 victoires sans défaite (en matchs de conférence), San Jose State est éligible et accepte l'invitation pour participer à l'Arizona Bowl de 2020.
Ils terminent 1er de la Mountain West Conference et remportent la finale de conférence 34-20 jouée contre les Broncos de Boise State.
À l'issue de la saison 2020 (bowl non compris), ils seront classés #22 au classement CFP, #19 au classement AP et #20 au classement Coaches.
À  l'issue de la saison 2020 (bowl compris), ils seront classés #24 aus classements AP et Coaches, le classement CFP n'étant pas republié après les bowls.
À l'issue de la saison 2020, ils n'apparaissent pas dans les classements CFP, AP et Coaches.
C'est leur première apparition à l'Arizona Bowl.